# روگوزاری
روگوزاری (به بلغاری: Rogozari) یک منطقهٔ مسکونی در بلغارستان است که در شهرستان ژبل واقع شده‌است.